# 克拉奥内勒
克拉奥内勒（法語：Craonnelle）是法国皮卡第大区埃纳省的一个市镇，属于拉昂区克拉奥讷县。该市镇2009年时的人口为117人。

## 人口
克拉奥内勒人口变化图示
| 数据来源：INSEE |